# Trichesthes rugipennis
Trichesthes rugipennis är en skalbaggsart som beskrevs av Ludwig Wilhelm Schaufuss 1858. Trichesthes rugipennis ingår i släktet Trichesthes och familjen Melolonthidae. Inga underarter finns listade i Catalogue of Life.